# Promachus leucotrichodes
Promachus leucotrichodes là một loài ruồi trong họ Asilidae. Promachus leucotrichodes được Bigot miêu tả năm 1892. Loài này phân bố ở miền Ấn Độ - Mã Lai.